# Waldemar Wolański
Waldemar Wolański est un acteur, metteur en scène, dramaturge et enseignant polonais né en 1957 à Białystok.